# Clifford Joy Rogers
Clifford Joy "Doc" Rogers, född 20 december 1897 i Clarion, Iowa, död 18 maj 1962, var en amerikansk politiker (republikan). Han var guvernör i delstaten Wyoming 1953–1955.
Rogers, som sju år gammal blev föräldralös, växte upp hos en släkting som innehade en professur vid University of Iowa och hade både läkar- och tandläkarexamina. För att särskilja honom från fosterfadern fick Clifford Joy smeknamnet "Little Doc". Efter studier vid University of Iowa deltog han i första världskriget och flyttade efter kriget till Wyoming.
Doc Rogers, som själv inte var läkare utan amerikansk fotbollstränare, gjorde en lång karriär inom delstatspolitiken. Han var delstatens statssekreterare (Wyoming Secretary of State) 1931–1933 och 1951–1953 samt delstatens finansminister (Wyoming State Treasurer) 1947–1951 och från 1959 fram till sin död. Rogers tillträdde guvernörsämbetet år 1953 i egenskap av statssekreterare då guvernör Frank A. Barrett avgick för att tillträda som ledamot av USA:s senat. År 1955 efterträddes Rogers som guvernör av partikamraten Milward L. Simpson.